# Věžnička
Věžnička (deutsch Klein Wiesnitz) ist eine Gemeinde in Tschechien. Sie liegt drei Kilometer südlich von Polná und gehört zum Okres Jihlava.

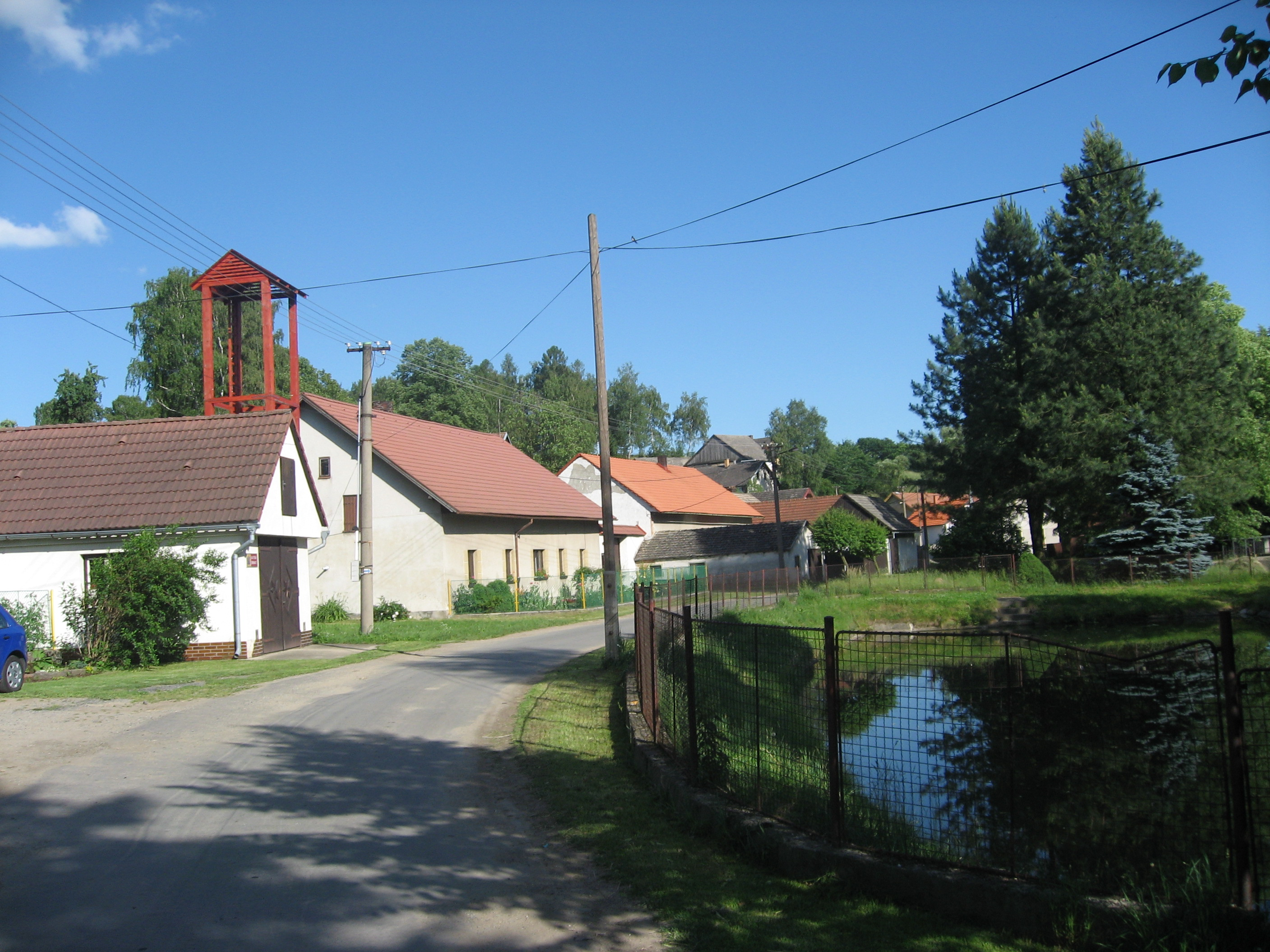
Ortsansicht

## Geographie
Věžnička befindet sich in der Böhmisch-Mährischen Höhe im Tal des Baches Jamenský potok. Das böhmische Dorf liegt einen reichlichen Kilometer nördlich der historischen Landesgrenze zu Mähren. Nördlich des Ortes erhebt sich die Březina (574 m) und dahinter der Na Homoli (568 m).
Nachbarorte sind Polná im Norden, Záborná im Nordosten, Dobroutov im Osten, Lipina im Südosten, Jamné und Rytířsko im Süden, Měšín im Südwesten, Ždírec im Westen sowie Dobronín, Filipovské Chaloupky und Lísek im Nordwesten.

## Geschichte
Die erste schriftliche Erwähnung des zur Herrschaft Polna gehörigen Dorfes erfolgte im Jahre 1502.
Nach der Aufhebung der Patrimonialherrschaften bildete Malá Věžnice ab 1850 eine Gemeinde im Bezirk Polna. Seit 1877 gehörte sie zum Bezirk Deutschbrod. 1899 erlangte der Fall Hilsner Aufsehen. Als die 19-jährige Anežka Hrůzová aus Malá Věžnice im Wald zwischen ihrem Heimatort und Polna ermordet wurde, kam es zu einem Prozess, indem der jüdische Schuster Leopold Hilsner aus Polna unter fragwürdigen Umständen als Ritualmörder verurteilt wurde. Im Jahre 1924 erhielt der Ort den Namen Věžnička. Seit 1961 gehört die Gemeinde zum Okres Jihlava.

## Gemeindegliederung
Für die Gemeinde Věžnička sind keine Ortsteile ausgewiesen.

## Sehenswürdigkeiten
- Sühnekreuz
- Bildnis der hl. Anna am Fundort der Leiche von Anežka Hrůzová auf dem Na Homoli, nördlich des Dorfes
- Symbolisches Grab von Anežka Hrůzová auf dem Na Homoli

## Söhne und Töchter der Gemeinde
- Anežka Hrůzová (1879–1899), der Mord an der 19-Jährigen wurde dem jüdischen Schuster Leopold Hilsner aus Polna als Ritualmord unterstellt